# 落穂拾い

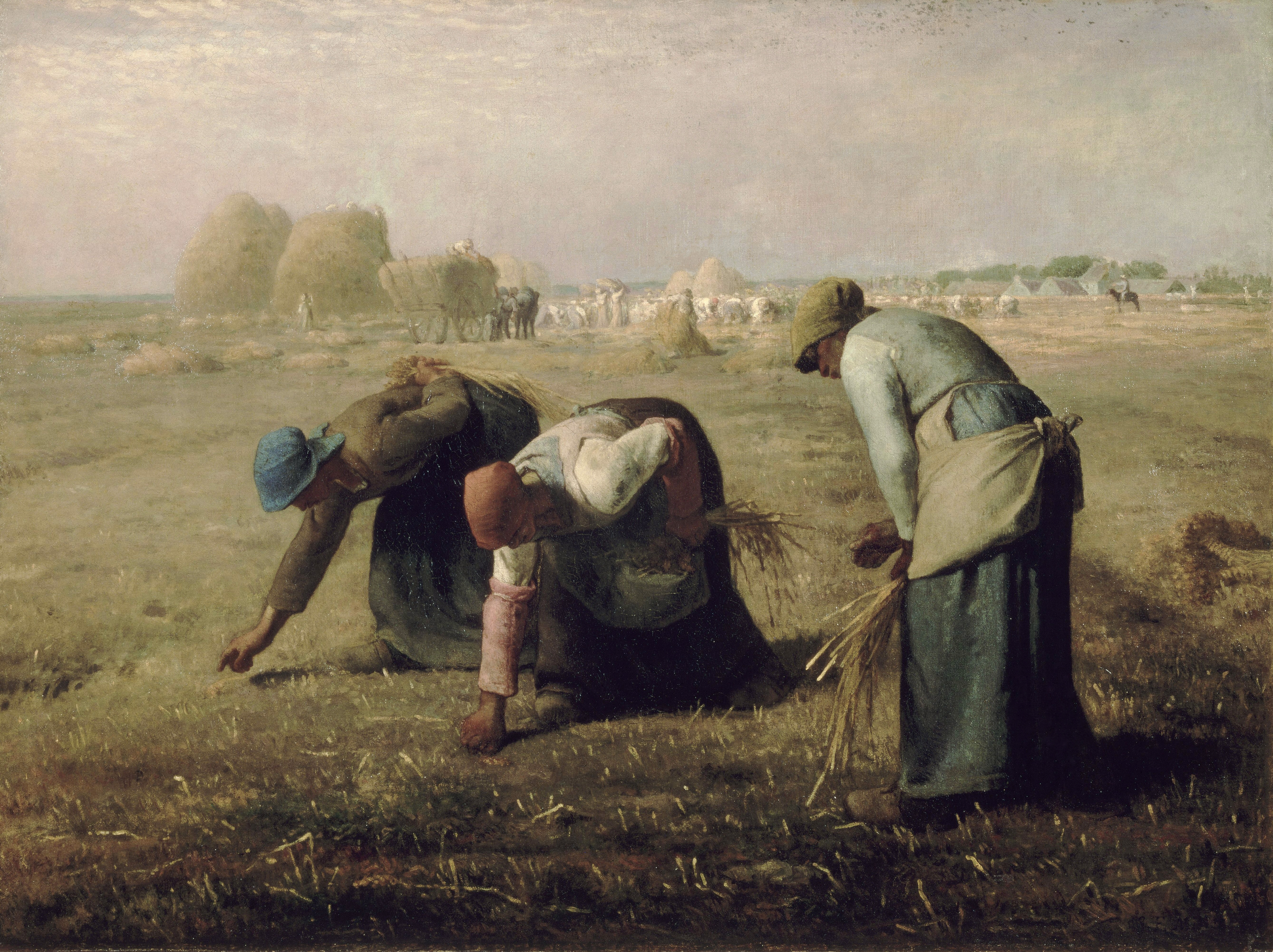
ミレー《落穂拾い》

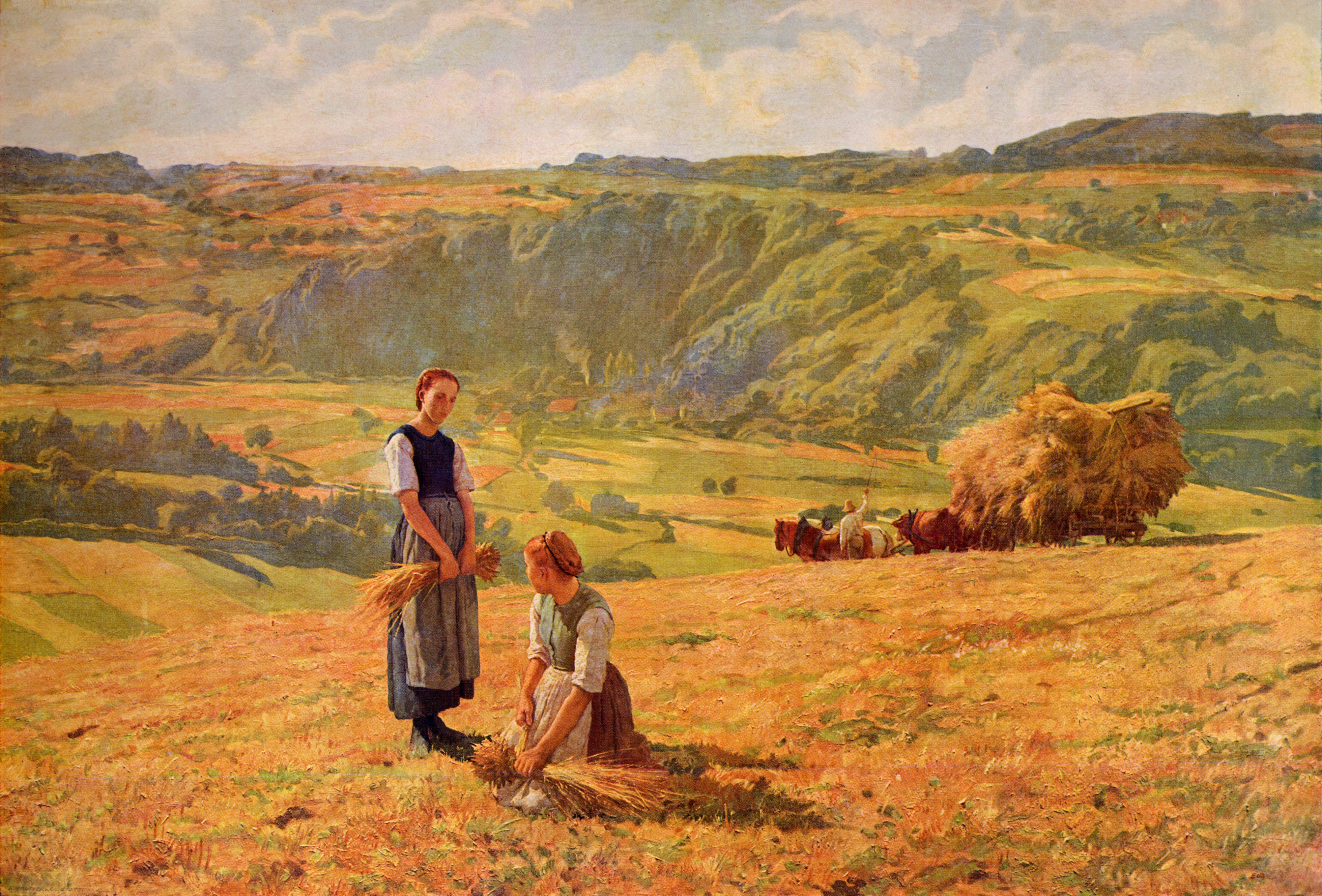
ウジェーヌ・ビュルナン《落穂拾い》

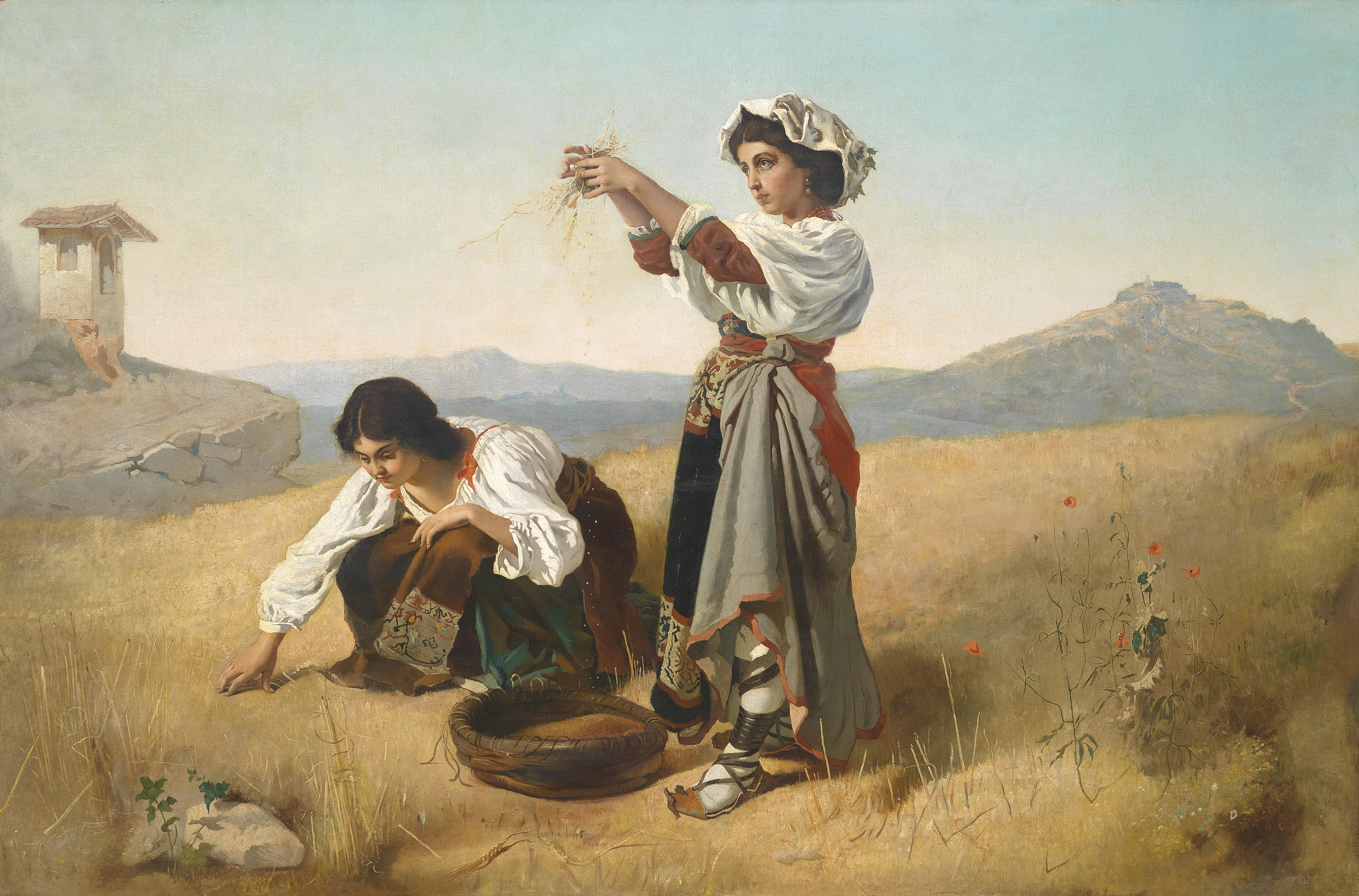
アントン・ロマコ《落穂拾い》

落穂拾い（おちぼひろい）は、穀物の収穫後に、または収穫に加えるために、田畑に散らばる穂を拾い集めること。
旧約聖書「レビ記」19章9節から10節に定められた律法に、「穀物を収穫するときは、畑の隅まで刈り尽くしてはならない。収穫後の落ち穂を拾い集めてはならない。…これらは貧しい者や寄留者のために残しておかねばならない。」とある。また「レビ記」23章22節には「畑から穀物を刈り取るときは、その畑の隅まで刈り尽くしてはならない。収穫後の落ち穂を拾い集めてはならない。貧しい者や寄留者のために残しておきなさい。」、「申命記」24章19節には「畑で穀物を刈り入れるとき、一束畑に忘れても、取りに戻ってはならない。それは寄留者、孤児、寡婦のものとしなさい。」とある。これは近代の農村社会でも貧者の権利として一部に残っていた慣習である。
「ルツ記」では、未亡人となったルツが義母のナオミを養うために、裕福な遠縁の親戚ボアズの畑で落穂拾いをする。ボアズは姑につくすルツに好意をもっていた。この姑ナオミのおかげで、ルツとボアズは結ばれ、ダヴィデの祖先となる。
ジャン＝フランソワ・ミレーの絵画『落穂拾い』のテーマでもあり、農村の貧しき人々を描いただけの作品ではない。

## 慣用句
「落穂拾い」は、一種の慣用句として使われることがある。
地面にこぼれ落ちた稲穂を後から拾い上げる様子から、「物事の本筋からこぼれ落ちてしまった重要性の低い些細な事柄を、後から拾い上げて処理する」と言う消極的な意味と、「落ちこぼれてしまった事柄に、立場が違えば重要なものもあるので見直して対応する」という積極的な意味がある。

### 使用例
- 忙しくてやり残した事務作業を落ち穂拾いする。
- 授業で取り上げるほどでもなかった説明について最後に落ち穂拾いしておく。
- 業界上位の他社が引き受けなかった商談を、自社においては引き受ける動機があったため、落ち穂拾いする。